# Махмуд Ґерай
Мехмед Ґерай (? — 1782) — кримський хан.

## Біографія
Син кримськтатарського хана Кирим Ґерая і родич останнього кримського хана Шахіна Ґерая. Сераскір Єдісанської орди 1781 року.
1778 року був ханом абазінський орди, що кочувала в Прикубання.
Виступав проти Шагін Ґерая, який проводив російськоорієнтовану політику. 1782 року став на чолі повстання незадоволеної місцевої знаті і мусульманського духовенства проти Шахін Ґерая, який змусив кримського хана звернутися до російських військ.
За підтримки Османської імперії в Кафі був проголошений новим кримським ханом.
Після придушення повстання страчений за наказом Шахіна Ґерая. За іншими даними, загинув в бою біля сіл Гангур і Сакуліц з російськими військами під командуванням генерал-майора Лассі і генерал-аншефа Каменського (обидва села було знищено разом з жителями).